# Universitatea Berkeley din California
Universitatea Berkeley din California (engleză: University of California, Berkeley, de asemenea, menționată ca UC Berkeley; Berkeley, California, sau pur și simplu Cal) este o universitate de cercetare publică situată în Berkeley, California, Statele Unite ale Americii. Universitatea ocupă 6.651 de acri (2692 hectare) în partea estică a Golfului San Francisco, cu campusul central întinzându-se pe aproximativ 200 de acri (81 ha). Berkeley oferă aproximativ 350 de programe universitare și postuniversitare într-o gamă largă de discipline. A fost înființată în 1868 ca urmare a fuziunii colegiului privat din California (College of California) și a colegiului public de agricultură, minerit și arte mecanice (Agricultural, Mining, and Mechanical Arts College) din Oakland. Berkeley este cea mai veche dintre cele zece campusuri majore afiliate la Universitatea din California (UC).
Conform „Times Higher Education” este considerată una dintre cele mai bune universități din lume, fiind situată în 2015 pe locul al optulea.

## Campus

### Arhitectura
Ceea ce este acum campusul istoric a fost rezultatul unui concurs internațional de arhitectură desfășurat în două etape: în 1898 la Anvers, Belgia, de mama miliardarului William Randolph Hearst, și în 1899 la San Francisco, cu 11 finaliști. Câștigătorul a fost francezul Émile Bénard, care în același timp a refuzat să supravegheze personal construcția și a încredințat-o profesorului de arhitectură John Galen Howard. El a proiectat mai mult de 12 clădiri care au creat fața campusului înainte de extinderea acestuia în anii 1950 și 1960.
Principalele clădiri au fost create în stil neoclasic: Teatrul Grec Hearst, Clădirea Hearst Memorial Mine, Doe Memorial Library, California Hall, Wheeler Hall, (vechea) Sala Le Conte, Sala Gilman, Sala Haviland, Sala Wellman, Poarta Suther și 94. Turnul Suther înalt de un metru. Campusul prezintă, de asemenea, lucrări ale altor arhitecți, cum ar fi Bernard Maybeck (cel mai bine cunoscut pentru Palatul Artelor Frumoase din San Francisco), studenta sa Julia Morgan, Charles Willard Moore și Joseph Esherick.

### Sistem de carte de identitate
UC Berkeley are un singur sistem de identificare Cal 1 Card. Cardul este cartea personală de identitate a studentului și oferă acces la bibliotecă și zonele publice din campus. Cardul poate fi folosit și pentru achiziții de la restaurantele din campus, Librăria UC Berkeley și complexul sportiv. Cardul Cal 1 este, de asemenea, un card de plată care poate fi utilizat la bancomate din campus și în afara acestuia. Cardul este emis gratuit. Pentru a prelungi perioada de valabilitate a cardului, trebuie plătită o taxă de 35 USD.

## Viața publică
În ultimii ani, campusul a fost implicat în controverse cu privire la rolul adecvat al acțiunii afirmative în admiterea studenților și a elementelor de politică conexe bazate pe rasă sau dezavantaj economic. În ciuda politicilor de admitere, studenții de la Berkeley sunt bine calificați, problema favoritismului la admitere există la nivel național, nu doar la Berkeley.
Berkeley este cunoscut pentru istoria activismului studențesc. Mișcarea pentru libertatea de exprimare (1964), un protest care a început atunci când universitatea a încercat să scoată pamfletele politice din campus și Revolta din Parcul Poporului (1968), parte dintr-un val de proteste studențești internaționale care au trecut prin anii 1960, împreună cu care însoțește cultura „hippie”.